# Glitter (album, Kaya)
Glitter je debutové sólové album japonského zpěváka Kayi, člena dua Schwarz Stein. Poprvé bylo vydáno 27. prosince 2006 nezávislým vydavatelstvím Traumerei. Album obsahuje remixy titulních skladeb prvních dvou Kayových singlů „Kaleidoscope“ a „Masquerade“ a remix skladby „Psycho butterfly“, která byla původně B-stranou druhého ze zmíněných singlů. Autorem skladeb „Walküre“, „Rose Jail“ a „Glitter Arch“ je Hora, druhý z členů dua Schwarz Stein.
Album bylo podruhé vydáno 28. července 2008 vydavatelstvím Next Media Communications, v limitované a standardní edici. Standardní edice nově obsahovala skladby „Epicurean“ a „Kasha -shining flowers-“. Limitovaná edice obsahovala tytéž nové skladby, bonusovou skladbu „funerary dream“ a brožurku s fotografiemi. Úvodní skladba „Kaleidoscope -Glitter Mix-“ byla pro obě edice nahrazena skladbou „Carmilla“. 12. prosince 2012 bylo album vydáno potřetí, přičemž veškeré skladby byly nahrány nově. Žádná z edic se neumístila na hudebním žebříčku Oricon.

## Seznam skladeb
| 1. vydání | 1. vydání                          | 1. vydání | 1. vydání |
| Pořadí    | Název                              | Hudba     | Délka     |
| --------- | ---------------------------------- | --------- | --------- |
| 1.        | Kaleidoscope -Glitter mix-         |           | 4:23      |
| 2.        | Walkure (Související: Valkýra)     | Hora      | 4:38      |
| 3.        | Paradise lost                      |           | 4:45      |
| 4.        | Psycho Butterfly -Nightmare mix-   |           | 5:57      |
| 5.        | Masquerade -Fabulous Night mix-    |           | 5:22      |
| 6.        | Rose Jail                          | Hora      | 3:30      |
| 7.        | Silvery Dark                       |           | 6:37      |
| 8.        | Glitter Arch                       | Hora      | 4:43      |
| 9.        | Hydrangea (Související: Hortenzie) |           | 5:50      |

| 2. vydání (standardní edice) | 2. vydání (standardní edice) | 2. vydání (standardní edice) | 2. vydání (standardní edice) |
| Pořadí                       | Název                        | Hudba                        | Délka                        |
| ---------------------------- | ---------------------------- | ---------------------------- | ---------------------------- |
| 1.                           | Kaleidoscope                 |                              |                              |
| 2.                           | Walküre                      | Hora                         |                              |
| 3.                           | Paradise lost                |                              |                              |
| 4.                           | Psycho Butterfly             |                              |                              |
| 5.                           | Masquerade                   |                              |                              |
| 6.                           | Epicurean                    |                              |                              |
| 7.                           | Silvery Dark                 |                              |                              |
| 8.                           | Kasha -shining flowers-      | Hora                         |                              |
| 9.                           | Rose Jail                    | Hora                         |                              |
| 10.                          | Glitter Arch                 |                              |                              |
| 11.                          | Hydrangea                    |                              |                              |

| 2. vydání (limitovaná edice) | 2. vydání (limitovaná edice)                    | 2. vydání (limitovaná edice) | 2. vydání (limitovaná edice) |
| Pořadí                       | Název                                           | Hudba                        | Délka                        |
| ---------------------------- | ----------------------------------------------- | ---------------------------- | ---------------------------- |
| 1.                           | Kaleidoscope -Glitter mix-                      |                              |                              |
| 2.                           | Walküre (Související: Valkýra)                  | Hora                         |                              |
| 3.                           | Paradise lost                                   |                              |                              |
| 4.                           | funerary dream                                  |                              |                              |
| 5.                           | Psycho Butterfly -Nightmare mix-                |                              |                              |
| 6.                           | Masquerade -Fabulous Night mix-                 |                              |                              |
| 7.                           | Epicurean                                       |                              |                              |
| 8.                           | Silvery Dark                                    |                              |                              |
| 9.                           | Kasha-shining flowers- (Související: Hortenzie) |                              |                              |
| 10.                          | Rose Jail                                       | Hora                         |                              |
| 11.                          | Glitter Arch                                    | Hora                         |                              |
| 12.                          | Hydrangea                                       |                              |                              |

| 3. vydání | 3. vydání               | 3. vydání | 3. vydání |
| Pořadí    | Název                   | Hudba     | Délka     |
| --------- | ----------------------- | --------- | --------- |
| 1.        | Kaleidoscope            |           |           |
| 2.        | Walkure                 | Hora      |           |
| 3.        | Carmilla                |           |           |
| 4.        | Paradise lost           |           |           |
| 5.        | funerary dream          |           |           |
| 6.        | Psycho Butterfly        |           |           |
| 7.        | Masquerade              |           |           |
| 8.        | Epicurean               |           |           |
| 9.        | Silvery Dark            | Hora      |           |
| 10.       | Pourriture noble        |           |           |
| 11.       | Kasha -shining flowers- |           |           |
| 12.       | Rose Jail               | Hora      |           |
| 13.       | Hydrangea               |           |           |
| 14.       | Chocolat (ショコラ)     |           |           |
| 15.       | Glitter Arch            |           |           |